# Baojun 360
La Baojun 360 è un'autovettura prodotta dalla casa automobilistica cinese Baojun dal 2018.

## Descrizione
La vettura è una monovolume a sei posti disposti su tre file di sedili di medie dimensioni, prodotta dalla joint venture SAIC-GM-Wuling, che si posiziona sotto la più grande Baojun 730.
Il veicolo è stato presentato al Salone dell'Auto di Pechino nell'aprile 2018, per poi debuttare in Cina a maggio 2018. Inizialmente la vendita era prevista per il solo mercato interno, ma in seguito è stata esporta anche in India come MG 360M. A spingere la vettura c'è un motore aspirato a benzina da 1.5 litri da un 82 kW (111 CV) e 146,5 Nm di coppia. La potenza viene trasmessa alle ruote anteriori tramite un cambio manuale o automatico a sei marce. Il volume di carico massimo dichiarato è di 1350 litri.